# Phymaspermum acerosum
Phymaspermum acerosum là một loài thực vật có hoa trong họ Cúc. Loài này được (DC.) Källersjö miêu tả khoa học đầu tiên.